# Distrito do Saale
O Distrito do Saale (em alemão:  Saalekreis) é um distrito (Landkreis) da Alemanha localizado no estado da Saxônia-Anhalt.
Depois de uma reforma dos distritos da Saxônia-Anhalt (em alemão: Kreisreform Sachsen-Anhalt 2007) que entrou em vigor em 1 de julho de 2007, os distritos de Merseburg-Querfurt e Saal (Saalkreis) foram dissolvidos e fundidos no novo distrito do Saale (Saalekreis).

## Cidades e municípios
| Cidades livres | Municípios livres                                                              | Verbandsgemeinde                                                                                  |
| --- | ------------------------------------------------------------------------------ | ------------------------------------------------------------------------------------------------- |
| 1. Bad Dürrenberg 2. Bad Lauchstädt 3. Braunsbedra 4. Landsberg 5. Wettin-Löbejün 6. Merseburg 7. Mücheln 8. Querfurt | 1. Kabelsketal 2. Leuna 3. Petersberg 4. Salzatal 5. Schkopau 6. Teutschenthal | Weida-Land 1. Barnstädt 2. Farnstädt 3. Nemsdorf-Göhrendorf1 4. Obhausen 5. Schraplau2 6. Steigra |
| 1sede do Verbandsgemeinde; 2cidade                                                                                    |                                                                                |                                                                                                   |